# متلازمة الأمعاء القصيرة
متلازمة الأمعاء القصيرة هو المرض الذي تكون فيه الأمعاء الدقيقة قصيرة جدا بسبب عمل جراحي لإزلة تورم مثلا أو بسبب عيب خلقي منذ الولادة.

## الأسباب
العمليات الجراحية في الأمعاء، على سبيل المثال قطع قسم كبير من الأمعاء الدقيقة بسبب الجلطة المعوية أو بسبب مرض كرون أو اصابات التي تؤدي إلى تمزق قسم كبير من الأمعاء، عند الأطفال احيانا يكون السببب هو التصاق حلقات الأمعاء ببعضها البعض، عند الأطفال الخدج يكون السبب هو التهاب الأمعاء الانحلالي وهو أحد مضاعفات الولادة المبكرة.

## الأعراض
مرضى متلازمة الأمعاء القصيرة يعانون بشكل كبير من إسهال، نقص في الماء، الصوديوم المغنيزيوم والبروتينات والأحماض الدهنية، الفيتامينات وبالأخص فيتامين B 12.

## المضاعفات
- الزيادة في إفراز حامض المعدة: بسبب نقص الهرمون (Gastric inhibitory polypeptide – GIP) الذي يفرز من المعي الدقيق ويقوم بتثبيط إفراز الحامض المعدي في المعدة
- عدم تحمل اللاكتوز: بسسب نقص في الأنزيم lactase الذي يفرز من الأمعاء، فعند غياب هذا الأنزيم الضروري لامتصاص اللاكتوز تقوم بكتريا الأمعاء بتحول ال lactose إلى D-Lactose التي تزيد من الإسهال
- حصى العصارة الصفراوية: بسسب النقص في الحامض الصفراوي الذي يتم امتصاصه عن طريق الأمعاء الدقيقة.
- حصى الكلى: عادة يتم ارتباط ال Oxalat مع الصوديوم في الأمعاء ويتم افرازها مع البراز ولكن بسسب ارتباط الصوديوم في الأمعاء مع الأحماض الدهنية التي لم يتم امتصاصها يزداد تركيز الاوكسلات oxalat في الدم مما يزيد من احتمالية حدوث حصوات الكلى (حصوات اوكسلات الصوديوم).

## المعالجة
تتم المعالجة عن طريق التغذية الصناعية عن طريق الوريد، وعن طريق الأدوية مثلا omeprazol ضد زيادة حموضة المعدة والأدوية أخرى لمعاجة الأعراض الباقية.
هدف علاج مرضى متلازمة الأمعاء القصيرة بواسطة الادوية هو منع حدوث المضاعفات. يتم علاج تفريغ الأمعاء السريع، وفقدان السوائل والاملاح، بواسطة ادوية يتم تناولها عن طريق الفم، واحيانا بواسطة مضاهيات السوماتوستاتين. يتم علاج الإسهال الناجم عن زيادة فقدان الأملاح الصفراوية بواسطة الكولستيرامين، ويتم علاج زيادة افراز حمض المعدة بواسطة مضادات (antagonist) للمستقبلات من نوع H2، واحيانا بواسطة مثبطات مضخة الهيدروجين. ويتم علاج فرط نمو البكتيريا بواسطة المضادات الحيوية عن طريق الفم، بما في ذلك العلاج الوقائي.
يمكن علاج المرضى الذين يحتاجون إلى تغذية عن طريق الوريد لفترة طويلة في المنزل. لهؤلاء المرضى الذين لا يستطيعون الاستغناء عن التغذية عن طريق الوريد، يمكن اقتراح عمليات جراحية تزيد من مساحة الامتصاص أو تقلل من حركة الأمعاء. هذه العمليات تناسب عددا محدودا من المرضى، خصوصا الأطفال، لكن نسبة نجاحها منخفضة.
كانت النتائج في بعض العلاجات الجديدة التي تهدف لتحسين القدرة الاستيعابية للامعاء متناقضة حتى الآن، كالعلاج الذي يجمع بين الحمية الغنية بالسكريات والفقيرة بالدهون، مع إضافة الجلوتامين الذي يعطى عن طريق الفم وحقن هرمون النمو. ان تزايد المعرفة حول عوامل النمو في الأمعاء يمنح الامل في الوصول لعلاج فعال للمرضى الذين يعانون من متلازمة الأمعاء القصيرة.

## تصور للمستقبل
في المستقبل قد تكون عملية زرع الأمعاء هي الحل الأفضل لعلاج متلازمة الأمعاء القصيرة فمنذ 2003 تم معالجة 800 مريض بهذه الطريقة منهم 50% عاشوا فترات طويلة و 80% منهم استغنى تماما عند التغذية الصناعية عن طريق الوريد.